# Ru des Godets
Le ru des Godets également appelé ruisseau des Godets est un ruisseau des départements de l'Essonne et des Hauts-de-Seine en région Île-de-France, se jetant dans la Bièvre à Antony, donc un sous-affluent de la Seine.
Contrairement à trois autres affluents recouverts de la Bièvre, le ru des Gains à Massy, le ru des Morteaux à Antony et, en grande partie, le ru de Rungis qui parcourt le territoire des communes de Rungis, Fresnes et Antony, le ru des Godets est resté en eau vive à l'air libre ainsi que le ru de Vauhallan à Igny, la Sygrie à Bièvres et le ru de Saint-Marc à Jouy-en-Josas. Cependant, alors que ceux-ci se déversent dans la Bièvre dans sa partie amont toujours en eau vive, le confluent du ruisseau des Godets est situé sur le cours aval comblé dans les années 1950. Aussi, le courant du ruisseau se déverse actuellement dans un plan d'eau artificiel du parc Heller à Antony.

## Géographie

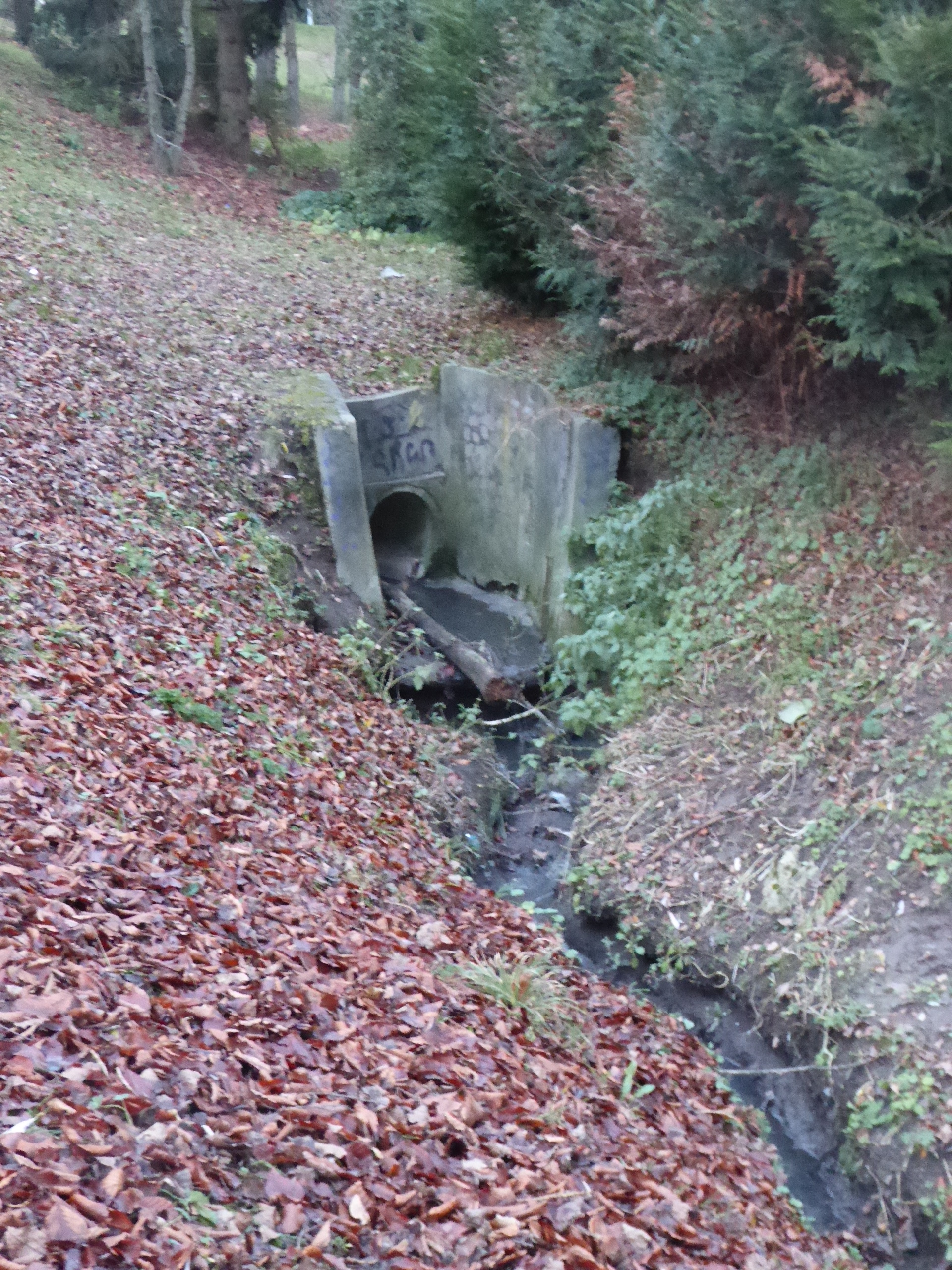
La source du ru des Godets.

Selon le Sandre, la longueur de son cours d'eau est de 1,6 km ou 1,8 km d'après le dossier préparatoire aux travaux d'aménagements dans le parc de la Noisette,.
Il prend sa source dans l'espace vert Les Tuileries en contrebas de la forêt de Verrières entre l'allée des Tuileries et l'avenue Georges-Pompidou (route D 60) dans la commune de Verrières-le-Buisson. Après un parcours de 250 m à l'intérieur de la commune de Verrières, le ruisseau passe sous le boulevard du Maréchal-Juin et forme ensuite la limite entre les communes de Verrières et d'Antony sur environ 1 km. Le ru parcourt sur 700 m le parc de la Noisette en alimentant un étang, le bassin de la Noisette, puis passe sous l'ensemble formé par la route de Bua, la coulée verte du Sud parisien (ou promenade des Vallons de la Bièvre) et les voies recouvertes de la LGV Atlantique. Au-delà, le ruisseau parcourt un autre espace vert aménagé en 1985, la coulée verte du Paradis au milieu duquel se situe un étang.
Après un passage sous l'avenue François-Molé, le ru pénètre dans le parc Heller à Antony jusqu'à son confluent avec l'ancienne Bièvre vive à l'intérieur de ce parc. À cet endroit, un bassin a été aménagé pour le maintien en eau du bief d'amenée de la Bièvre jusqu'au mur de clôture de l'ancien moulin d'Antony à la limite du parc. Ce bras qui surplombe la partie sud-est du parc où se situe le château Saran était nommé la Bièvre vive. L'eau ne s'écoule cependant pas au-delà, la partie aval de la Bièvre dans la banlieue sud ayant été recouverte ou comblée au cours des années 1950.
Le trop plein du ru se déverse de ce bassin par une vanne dans l'étang du Soleil en contrebas. Ce plan d'eau du parc Heller est situé à proximité de l'ancien lit comblé d'un autre bras de la Bièvre, la Bièvre morte.
Un projet de remise à l'air libre de la Bièvre dans ce parc est à l'étude.

## Caractéristiques
Le ru des Godets traverse une seule zone hydrographique de 187 ha de superficie dont 125 ha à Verrières-le-Buisson et 51 ha à Antony. La partie amont du bassin versant est recouverte par la forêt de Verrières. Sa pente moyenne est de 2,2 % avec des tronçons en pente beaucoup plus forte.
Son débit est extrêmement variable. De 7 à 20 litres par seconde en saison sèche, parfois complètement asséché, il peut atteindre 3 m3/s en cas d'intempéries,.

## Aménagements

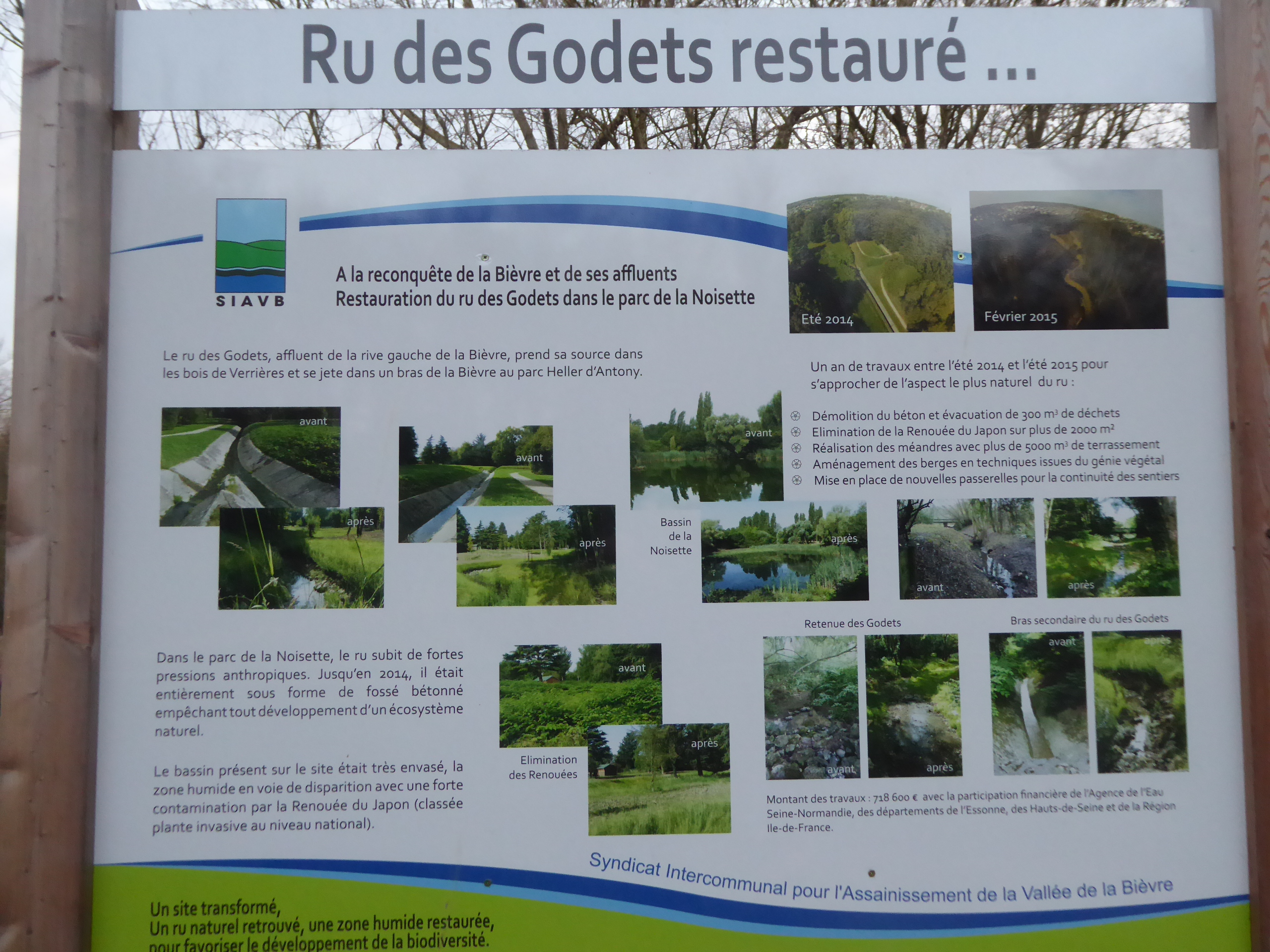
Panneau du SIAVB dans le parc de la Noisette.

Le bassin dans la traversée du parc de la Noisette était très envasé et la zone humide en voie de disparition.
Le Syndicat intercommunal pour l'assainissement de la vallée de la Bièvre (SIAVB) a entrepris en 2014 et 2015 des travaux de reconquête du ru des Godets par une suppression du fossé en béton, élimination de plantes invasives (Renouée du Japon), constitution de méandres, construction de passerelles piétonnes.
Des espaces verts ont été aménagés sur ses rives : parc Heller, coulée verte du Paradis, parc de la Noisette et espace vert de la Tuilerie.
Dans ces espaces verts, le ru est longé de la source au confluent par des sentiers de randonnée.

## Affluent
Le ru des Godets n'a pas d'affluent contributeur connu. Son rang de Strahler est donc de un.

## Galerie

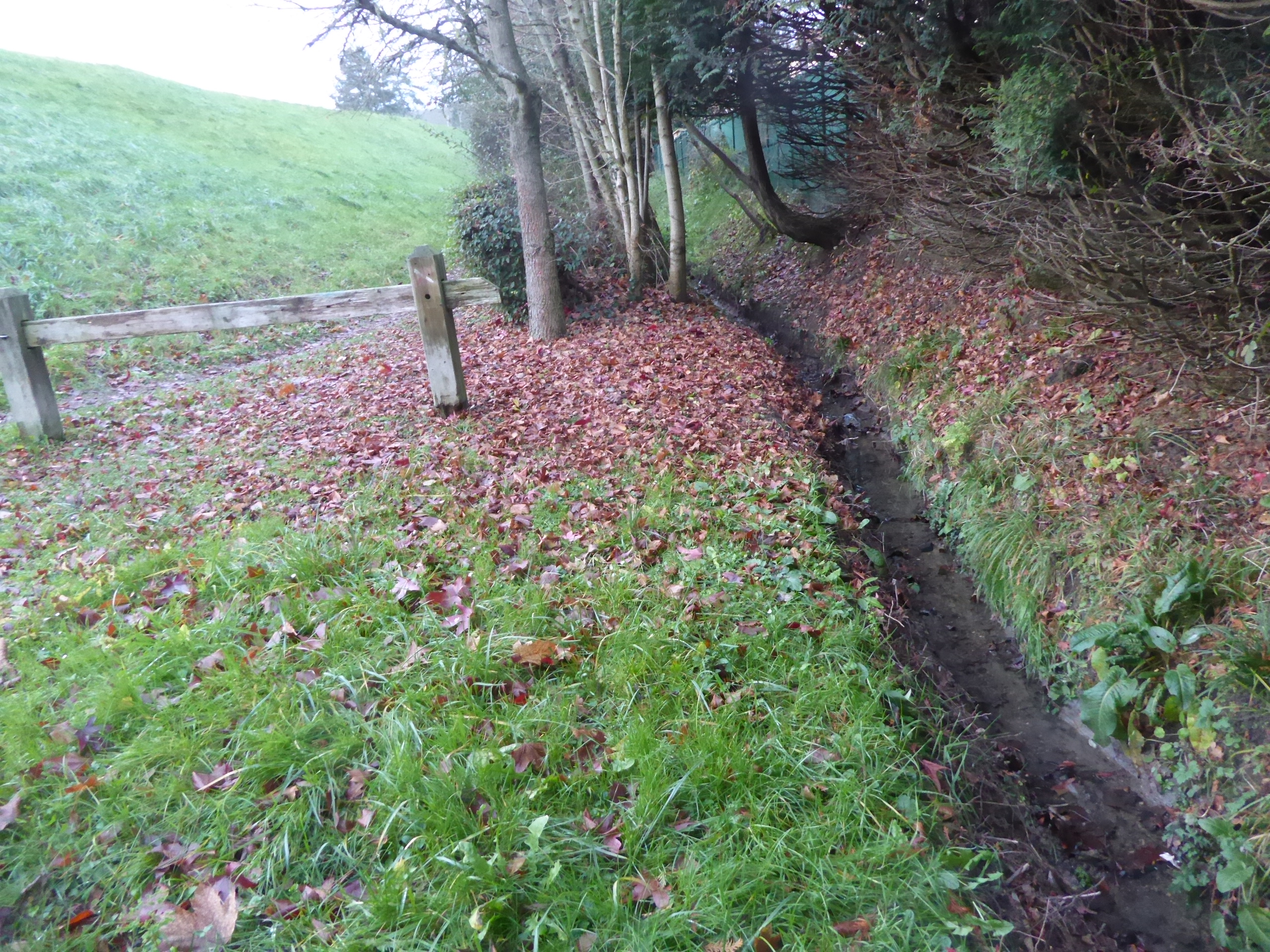
Le ru des Godets dans l'espace vert des Tuileries à Verrières.
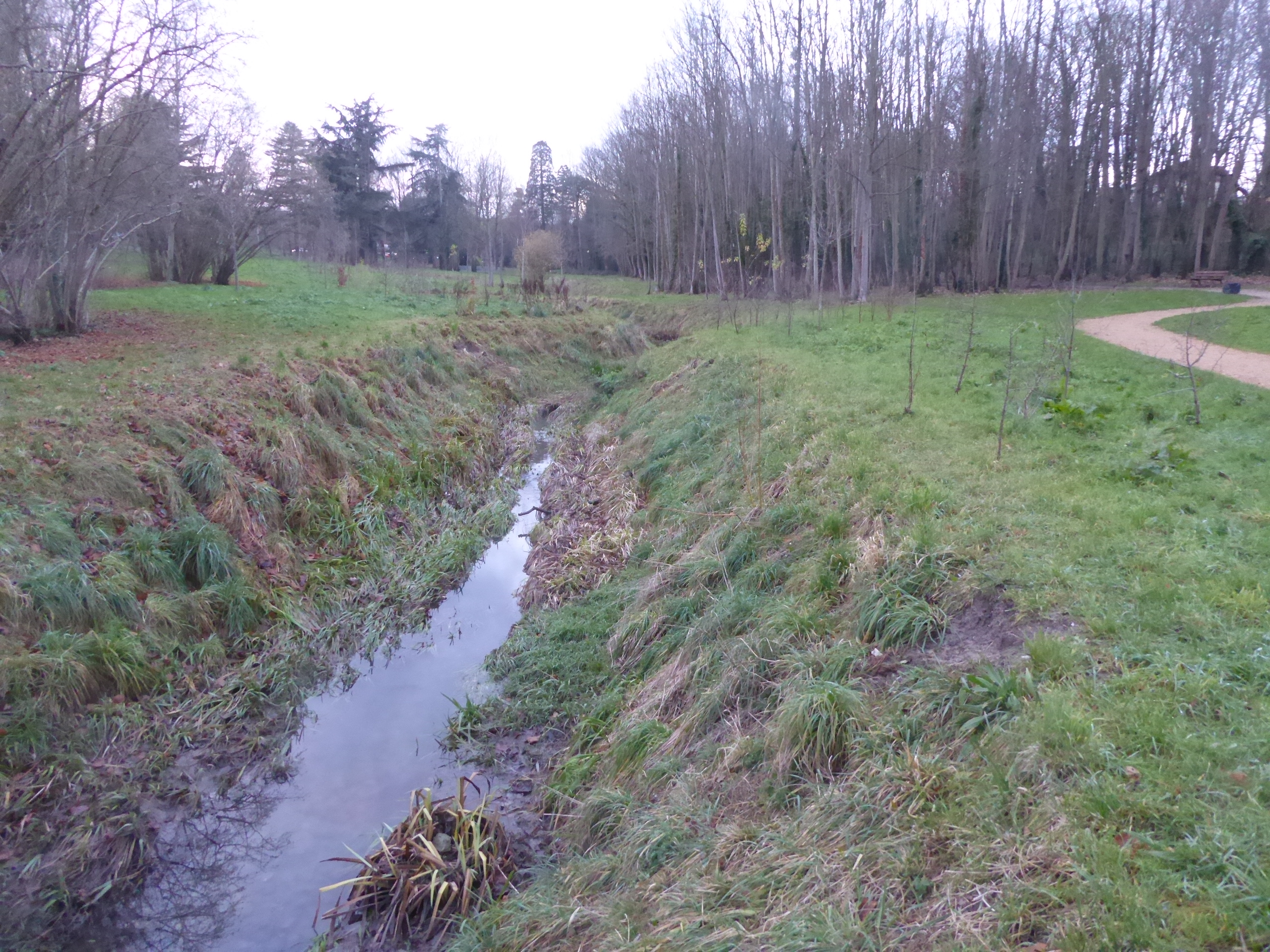
Le ru des Godets dans le parc de la Noisette.
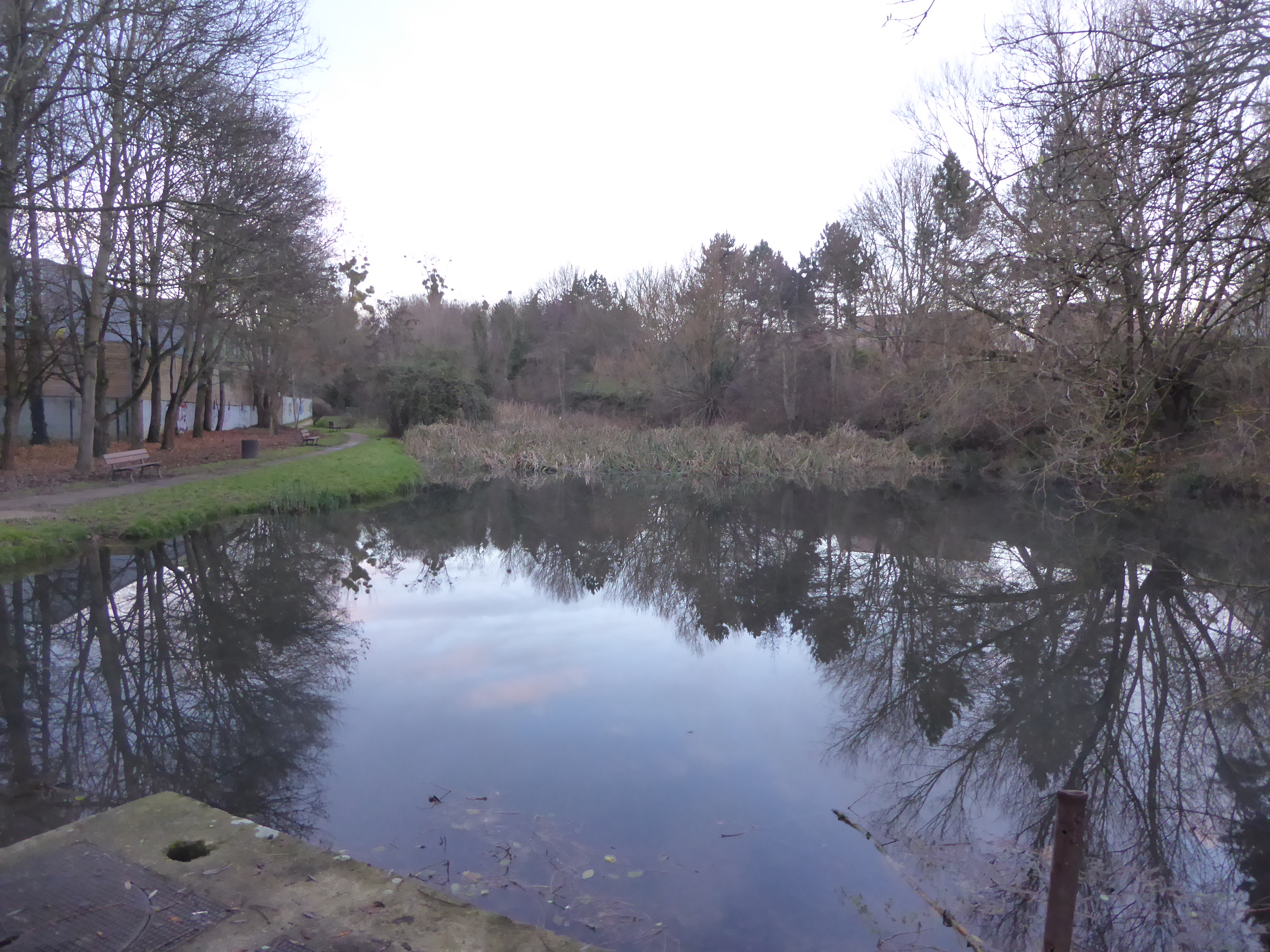
Étang dans la coulée verte du Paradis.
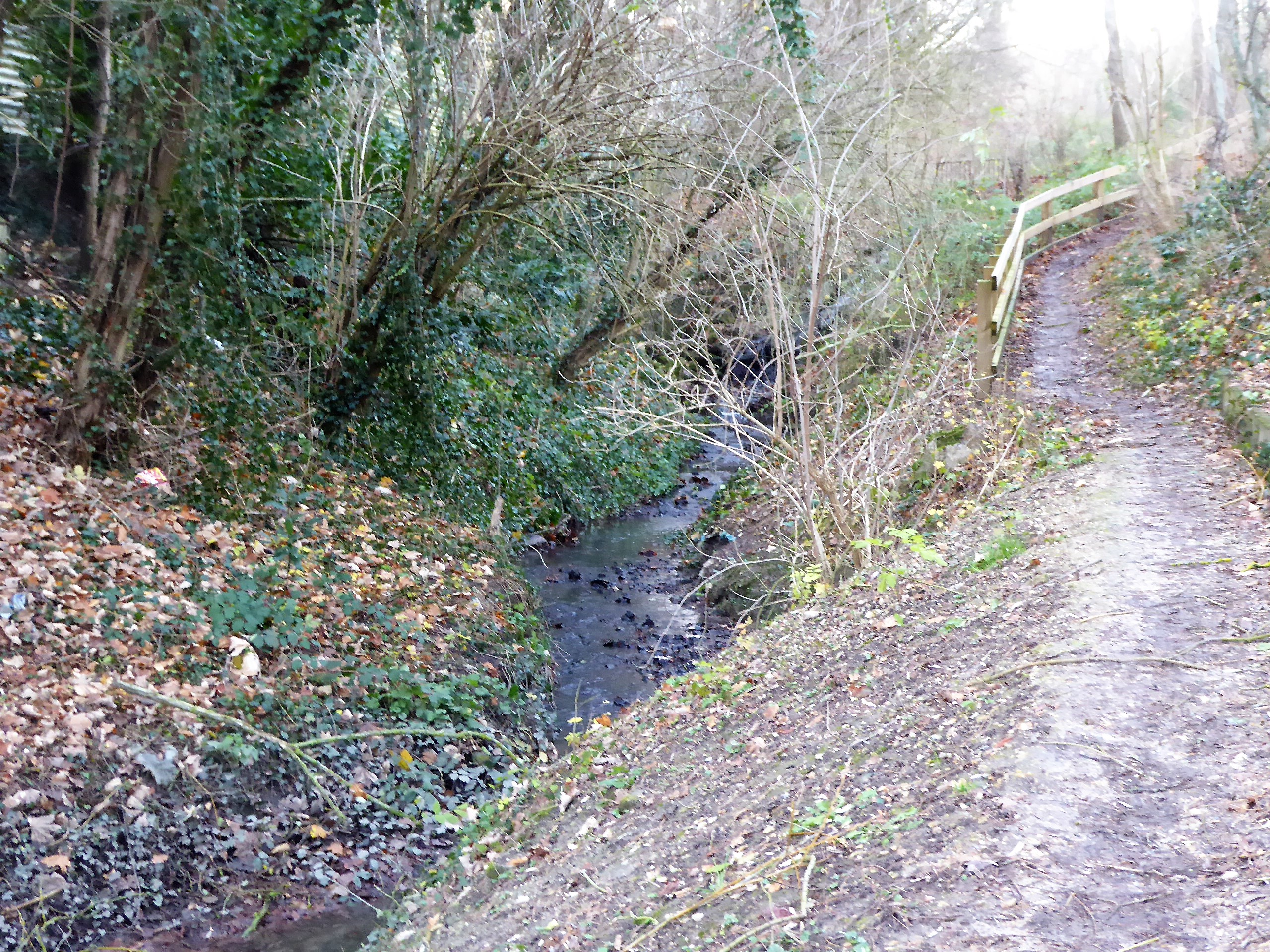
Le ru des Godets dans le parc Heller en amont du confluent.
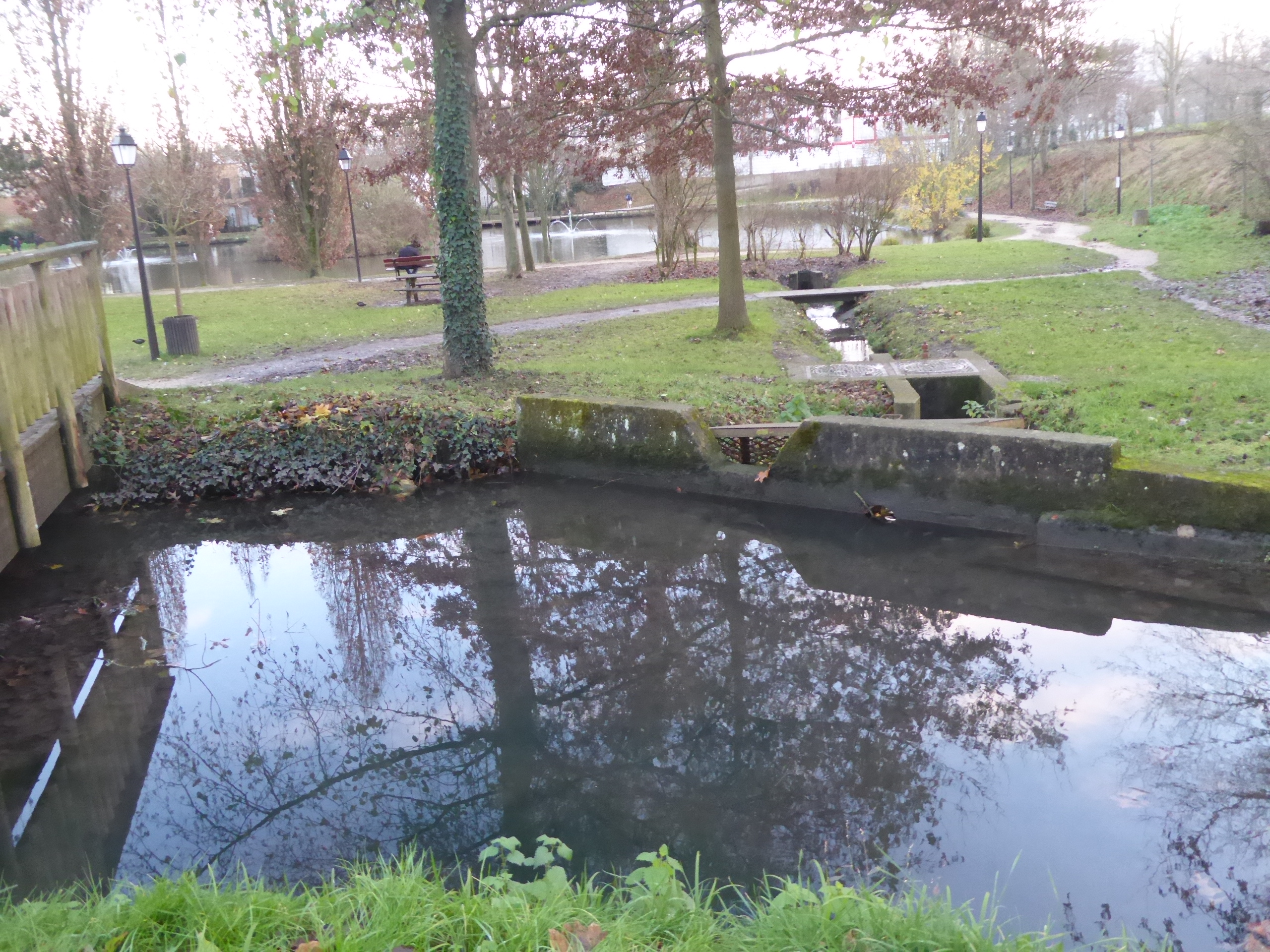
Le confluent du ru des Godets avec l'ancienne Bièvre vive dans le parc Heller. En contrebas, à l'arrière plan, l'étang du Soleil.

## Pour approfondir